# Вольфы (баронский род)
Вольф (нем. Baron Wolff) — лифляндский баронский род.

## Происхождение и история рода
Родоначальник его, Сигизмунд-Адам Вольф (1675—1752), сын нарвского купца, был нотариусом в Нарве; после взятия этого города (1704) он вывезен со всем семейством в Россию и взят князем Меньшиковым в воспитатели к его детям; позже был вице-президентом юстиц-коллегии; император Франц I возвел его в 1747 г. в баронское достоинство Римской империи. От его старшего сына, председателя гофгерихта, барона Сигизмунда-Адама Вольф (1702—1766), происходят семь ветвей этого рода, записанных в лифляндский дворянский матрикул.
Высочайше утверждённым 15 января 1857 года мнением Государственного Совета фон Вольфам дозволено именоваться баронами Римской империи.
- Вольф, Арист Владимирович (03.12.1858 — 24.01.1924) — действительный статский советник, камергер, министр-резидент в Дрездене (1906-14), кавалер ордена Св. Владимира 3-й степени[1].
- Вольф Николай Борисович (1866—1940) — крупный чиновник придворного ведомства.
- Борис Эдуардович фон Вольф (1850—1917), тайный советник, директор Александровского лицея. Женат на певице Аличе Барби.
  - Александра фон Вольф (1894—1982), психоаналитик, жена писателя Джузеппе Томази ди Лампедузы.

## Описание герба
по Долгорукову
Щит расчетверён. В центре зелёный щиток, разделенный горизонтально на две неравные части: в верхней, меньшей части, три серебряных лилии, в нижней, большей — идущий вправо серый волк.
В 1-й золотой части чёрный орёл с дворянской короной на голове; во 2-й голубой выходящая слева из облака рука в латах держит меч; в 3-й серебряной обнажённая рука с пальмовой ветвью; в 4-й золотой — чёрный треугольник.
На щите баронская корона и два шлема с дворянскими коронами. Нашлемники: правый — два орлиных крыла и между ними серебряная лилия; левый — орёл в дворянской короне. Намет зелёный с серебром и чёрный с золотом.